# Своятичи
Своятичи (бел. Сваятычы) — деревня в Ляховичском районе Брестской области Беларуси, в 25 км на юго-восток от города Барановичи, в 16 км восточнее города Ляховичи, 26 км от города Несвиж. В составе Жеребковичского сельсовета.
Деревня расположена близ границы трёх районов: Ляховичского, Барановичского и Несвижского район; двух областей — Брестской и Минской. Соседствует с деревнями Снов, Супруновичи, Грицкевичи (Несвижского района), Ятвезь (Барановичский район), Трабовичи, Волосочи, Домаши, Новоселки.

## История

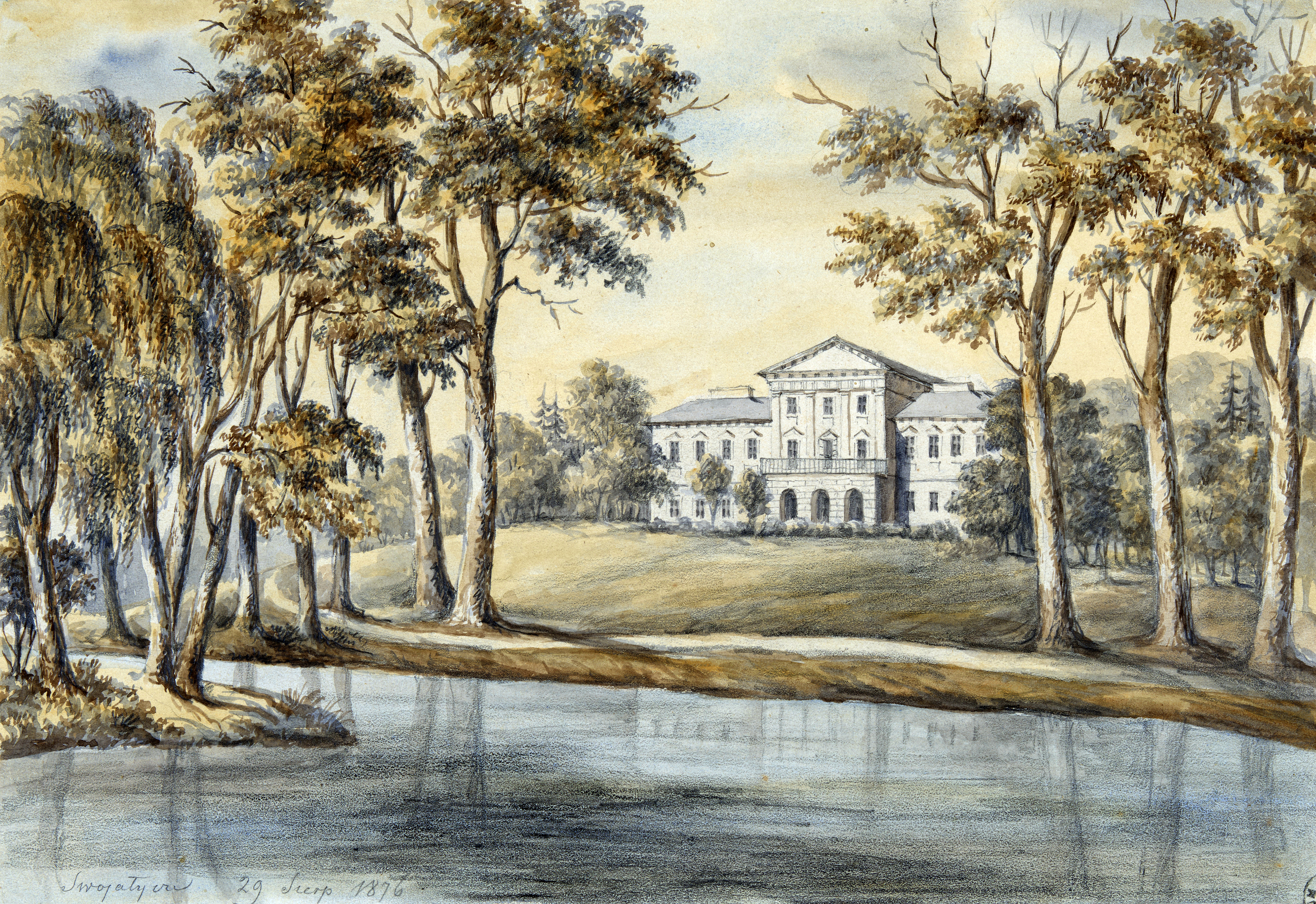
Усадьба на рисунке Н. Орды

Своятичи, старое местечко и фольварк расположены на просёлочной дороге, на юго-западе от Несвижа. В 1921 году местечке Своятичи проживало 857 жителей, в том числе 756 католиков, 83 православных, и 17 евреев.
В XVIII веке местечком Своятичи владел род Обуховичей граф Ясиньчик, один из лучших коннозаводчиков. После замужества Софии Обухович с полковником польской армии Станиславом Чапским (1799—1844) местечко перешло к роду мужа. Всё унаследовал сын Софии и Станислава — Эдуард (1819—1888), он был женат на Антонине Ружицкой. Одна из их дочек — Вероника была замужем за Яном Платэром-Зыберк. Вероника унаследовала местечко от родителей как приданое. После она передала местечко своему сыну Генрику (1879—1948), который был последним владельцем местечка Своятичи. В первой четверти XIX века Михаил Обухович построил в имении дворец в поздно классическом стиле, который считался одним из самых красивых в Новогрудском воеводстве. До 1914 года во дворце находилась большая коллекция картин и библиотека (около 5000 книг). Всё это, вплоть до ценной обивки, было разграблено во время первой Мировой войны. После первой Мировой войны Дворец был восстановлен в былом величии. Однако в сентябре 1939 года, он был снова разграблен новой советской властью. В 1945 году, после отступления немецких войск, дворец был взорван «партизанами-куфэрниками».
В начале XIX века в местечке было около ста домов и костёл св. Юрия построенный в 1772 году. В 1863 году костёл был передан православной церкви, что стало последствием Январского восстания. Католики проводили службы в капличке костельной до 1920 года. Во время первой Мировой войны в здании костёла произошёл пожар. В середине 1940-х годов капличка была закрыта для проведения служб советской властью, более не использовалась и позже пришла в полное запустение. В 1990 году, в соответствии с Законом СССР от 1 октября 1990 года «О свободе совести и религиозных организациях», костёл был передан католической церкви. В настоящее время он отреставрирован и в нём проводятся религиозные службы.

## Улицы деревни
В деревне сложилась интересная микротопонимическая ситуация, вместе с названиями улиц, данных им в советское время, сельчане, применяют давние названия улиц. Так центр деревни называется рынком, так как здесь в городке проводились ярмарки. Улица которая тянется в направлении села Погорельцы, называется Погорельской. Есть улица Сновская, выходящей в сторону агрогородка Снов. Улица Костельная называется так потому, что ведет она от центра к костелу. Осада — место, где жили офицера Войска Польского. Есть и другое название этого места — Букет, от того, что по обе стороны дороги, которая сюда ведет, растут кусты сирени. Подсобное — территория, где сразу после войны была создана подсобное военная хозяйство. До Второй мировой войны здесь было хозяйство владельца местечка Своятичи.

## Экономика
В Своятичи базируется производственные подразделения ОАО «Жеребковичи»: на окраине деревни размещены мехдвор и молочно-товарная ферма, где работают местные жители.
В 2015 г. территория и здание школы были взяты в аренду частным предпринимателем для производства окон.

## Транспортное сообщение
Проходят автодороги Н-793 Ляховичи — Своятичи, Н-798 Своятичи — Домаши — Жеребковичи, Н-809 Своятичи — Грицкевичи, Н-824 Своятичи — Домаши.
Действуют автобусные маршруты Барановичи-Своятичи, Барановичи-Своятичи-Ляховичи, Ляховичи-Своятичи-Барановичи. Периодичность — ежедневно 3 рейса в г. Барановичи и 1 рейс в г. Ляховичи. В выходные дни дополнительно выполняются по 1 рейсу.

## Инфраструктура
Имеется магазин, сельский клуб, библиотека, ФАП, отделение связи (стационарное закрыто в ноябре 2014 г., существует передвижное), школа (закрыта в 2013 г.).

## Культура
- Музей около усадьбы Обуховичей-Плятер-Сиберков

## Достопримечательность
- Усадьба Обуховичей-Плятер-Сиберков: костёл, часовня, приусадебный парк
- Костёл Святого Юрия

## Галерея

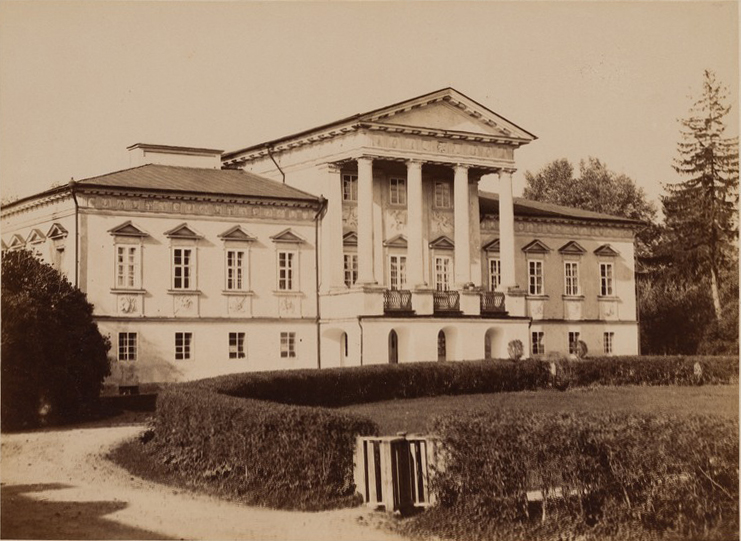
Главный фасад усадьбы
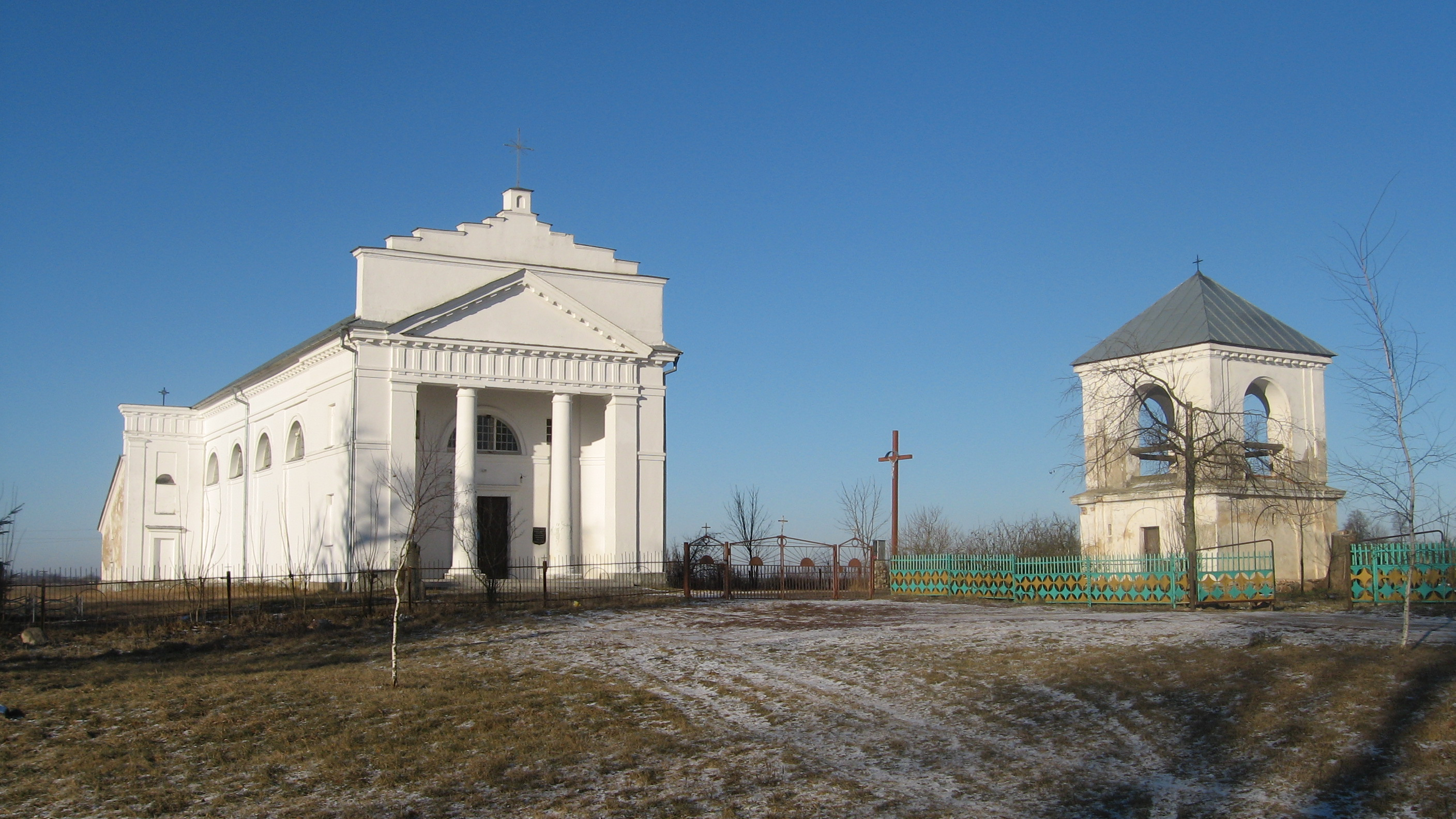
Костёл Святого Юрия и колокольня